# Rajon Swenyhorodka
Der Rajon Swenyhorodka (ukrainisch Звенигородський район/Swenyhorodskyj rajon; russisch Звенигородский район/Swenigorodski rajon) ist ein ukrainischer Rajon mit etwa 190.000 Einwohnern. Er liegt in der Oblast Tscherkassy und hat eine Fläche von 5278 km², der Verwaltungssitz befindet sich in der namensgebenden Stadt Swenyhorodka.

## Geographie
Der Rajon liegt im mittleren Westen der Oblast Tscherkassy und grenzt im Norden an den Rajon Obuchiw (in der Oblast Kiew gelegen), im Nordosten und Osten an den Rajon Tscherkassy, im Südosten an den Rajon Nowoukrajinka (in der Oblast Kirowohrad), im Süden an den Rajon Holowaniwsk (Oblast Kirowohrad), im Westen an den Rajon Uman sowie im Nordwesten an den Rajon Bila Zerkwa (Oblast Kiew).

## Geschichte
Der Rajon wurde am 4. März 1923 gegründet. Am 17. Juli 2020 kam es im Zuge einer großen Rajonsreform zur Auflösung des alten Rajons und einer Neugründung unter Vergrößerung des Rajonsgebietes um die Rajone Horodyschtsche, Katerynopil, Korsun-Schewtschenkiwskyj, Lyssjanka, Schpola und Talne sowie der bis dahin unter Oblastverwaltung stehenden Stadt Watutine.

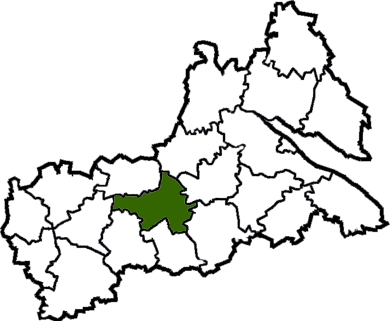
Rajon Swenyhorodka bis Juli 2020
Rajonsgebiet ab Juli 2020

## Administrative Gliederung
Auf kommunaler Ebene ist der Rajon in 17 Hromadas (4 Stadtgemeinden, 5 Siedlungsgemeinden und 8 Landgemeinden) unterteilt, denen jeweils einzelne Ortschaften untergeordnet sind.
Zum Verwaltungsgebiet gehören:
- 4 Städte
- 5 Siedlungen städtischen Typs
- 207 Dörfer
- 27 Ansiedlungen

Die Hromadas sind im Einzelnen:
- Stadtgemeinde Swenyhorodka
- Stadtgemeinde Schpola
- Stadtgemeinde Talne
- Stadtgemeinde Watutine
- Siedlungsgemeinde Jerky
- Siedlungsgemeinde Katerynopil
- Siedlungsgemeinde Lyssjanka
- Siedlungsgemeinde Stebliw
- Siedlungsgemeinde Wilschana
- Landgemeinde Buschanka
- Landgemeinde Lypjanka
- Landgemeinde Matussiw
- Landgemeinde Mokra Kalyhirka
- Landgemeinde Selyschtsche
- Landgemeinde Schewtschenkowe
- Landgemeinde Wodjanyky
- Landgemeinde Wynohrad